# Måleskala
Måleskala er inden for statistik en egenskab ved variabler og indekser. Måleskalaen er et udtryk for hvor nuanceret og detaljeret information variablen eller indekset giver, samt hvilke metoder der kan bruges i analyser af den.
Den statistiske teori om måleskalaer blev først beskrevet af psykologen Stanley Smith Stevens i en artikel i Science fra 1946.
Det skelnes mellem fire måleskalaer:
1. nominalniveau. Variablens værdier er udtømmende og gensidigt udelukkende kategorier. En persons navn eller navnet på byer er variabler på nominalniveau. (Det er uden mening at udføre "regneoperationen" Frederik + Frederiks = _ _ _ )
2. ordinalniveau. Er det samme som 'nominalniveau', men variablerne kan rangeres, rangordnes. Eksempel: hvis personer klassificeres som enten "fattig", "sædvanlig indtægt" eller "rig", kan disse rangeres fra 1 til 3, med "rig" som højeste værdi.
3. intervalniveau. I tillæg til 'ordinalniveau' kan afstanden mellem værdierne måles. Eksempler på variabler på intervalniveau er årstal eller temperatur. Intervallet mellem 10 grader celsius og 30 grader er 20, men det giver ingen mening at sige at 30 grader er tre gange så varmt som 10 grader.
4. skalaniveau eller forholdstalsniveau (rationiveau). Variabler på dette måleniveau kan man ud over at rangere og måle afstand også beregne forholdstal. For eksempel er variablen indtægt på forholdstalsniveau. (tjener man 200.000 har man dobbelt så stor indtægt som en der tjener 100.000).

Hvis variablen kun har to værdier, er den en boolsk variabel og falder uden for dette klassificeringssystem.